# 日本とカンボジアの関係
日本とカンボジアの関係（にほんとカンボジアのかんけい、クメール語: ទំនាក់ទំនងជប៉ុន-កម្ពុជា、英語: Cambodia–Japan relations）は日本とカンボジアの二国間関係を指す。日柬関係とも呼ぶ。カンボジアは東京に駐日カンボジア王国大使館を、日本はプノンペンに在カンボジア日本国大使館を置いている。2023年時点の在日カンボジア人は約21,592人、2022年時点の在カンボジア日本人は3,215人となっている。

## 両国の比較
|               | カンボジア王国              | 日本                           | 両国の差                    |
| ------------- | --------------------------- | ------------------------------ | --------------------------- |
| 人口          | 1676万7842人（2022年）      | 1億2626万人（2019年）          | 日本はカンボジアの約7.5倍   |
| 国土面積      | 18.1万km2                   | 37万7972 km2                   | 日本はカンボジアの約2倍     |
| 人口密度      | 94 人/km2（2021年）         | 347 人/km2（2018年）           | 日本はカンボジアの約3.7倍   |
| 首都          | プノンペン                  | 東京都                         |                             |
| 政体          | 立憲君主制                  | （民主制）議院内閣制           |                             |
| 公用語        | クメール語                  | 日本語（事実上）               |                             |
| 通貨          | リエル                      | 日本円                         |                             |
| GDP（名目）   | 295億0482万米ドル（2022年） | 5兆819億6954万米ドル（2019年） | 日本はカンボジアの約172.2倍 |
| 一人当たりGDP | 1759米ドル（2021年）        | 40,246.9米ドル（2019年）       | 日本はカンボジアの約22.88倍 |
| 経済成長率    | 5.2%（2021年）              | 0.7%（2019年）                 |                             |
| 軍事費        | 6億1100万米ドル（2022年）   | 476億902万米ドル（2019年）     | 日本はカンボジアの約77.9倍  |
| 地図          |                             |                                |                             |

## 歴史
1953年1月、日本とカンボジアは正式な外交関係を結んだ。しかし、ポル・ポト時代の1975年以降、両大使館は閉鎖されていた。ポル・ポト政権崩壊後の1992年より在カンボジア日本国大使館が、1994年12月には駐日カンボジア王国大使館が運営を再開している。
1975年までは東京都港区赤坂に大使館が存在した。大使館の縮小計画に沿って1974年に日本の不動産業者に売却され、その後でクメール共和国が消滅したため、旧政権に支払った代金がこげつくトラブルが生じた。

## 貿易
対カンボジアの貿易輸出入額は2023年時点で以下のようになっている。日本への主要輸出品目は衣類や履物や革製品、日本からの主要輸出品目は建設機器等、車両・バイク等、肉類等、織物用糸及び繊維製品機器などとなっている。
- 対カンボジア輸出額: 2,692億円 (2023年)
- 対カンボジア輸入額: 704億円 (2023年)

カンボジアに対する日本の投資は政府開発援助（ODA）関係の商社や建設会社が中心となってきたが、2008年以降はヤマハ発動機（オートバイ）やスズキ、ミネベアなどの車両製造業、現代スイスと日本のSBIグループの合弁企業であるプノンペン商業銀行や三井住友海上火災保険が投資するアジア・インシュアランスなどの金融・保険業、味の素、ヤクモF&Bなどの食品産業など多彩な分野の企業が進出するようになっている。

## 援助
日本は1992年以降政府開発援助（ODA）において2010年時点で19.6億ドル（対カンボジアODA額全体の18％）を援助し、カンボジアにとって最大の開発援助国となっている。また、ペルシャ湾派遣に続く2度目の自衛隊の海外派遣、カンボジア派遣が行われた。
2007年6月、日本とカンボジア両政府は投資の自由化や促進に関する日カンボジア投資協定を締結した。
日本政府は地雷除去や教育の分野で大きな援助を行なっている。また、日本は1993年にアンコール遺跡救済国際会議を東京で開催、以降この会議で設置されたアンコール遺跡保存修復国際調整委員会（ICC）で日本はフランスとともに共同議長を務めている。
自衛隊は、定期的にカンボジアに対して、地雷除去を主とする能力構築支援事業を実施している。

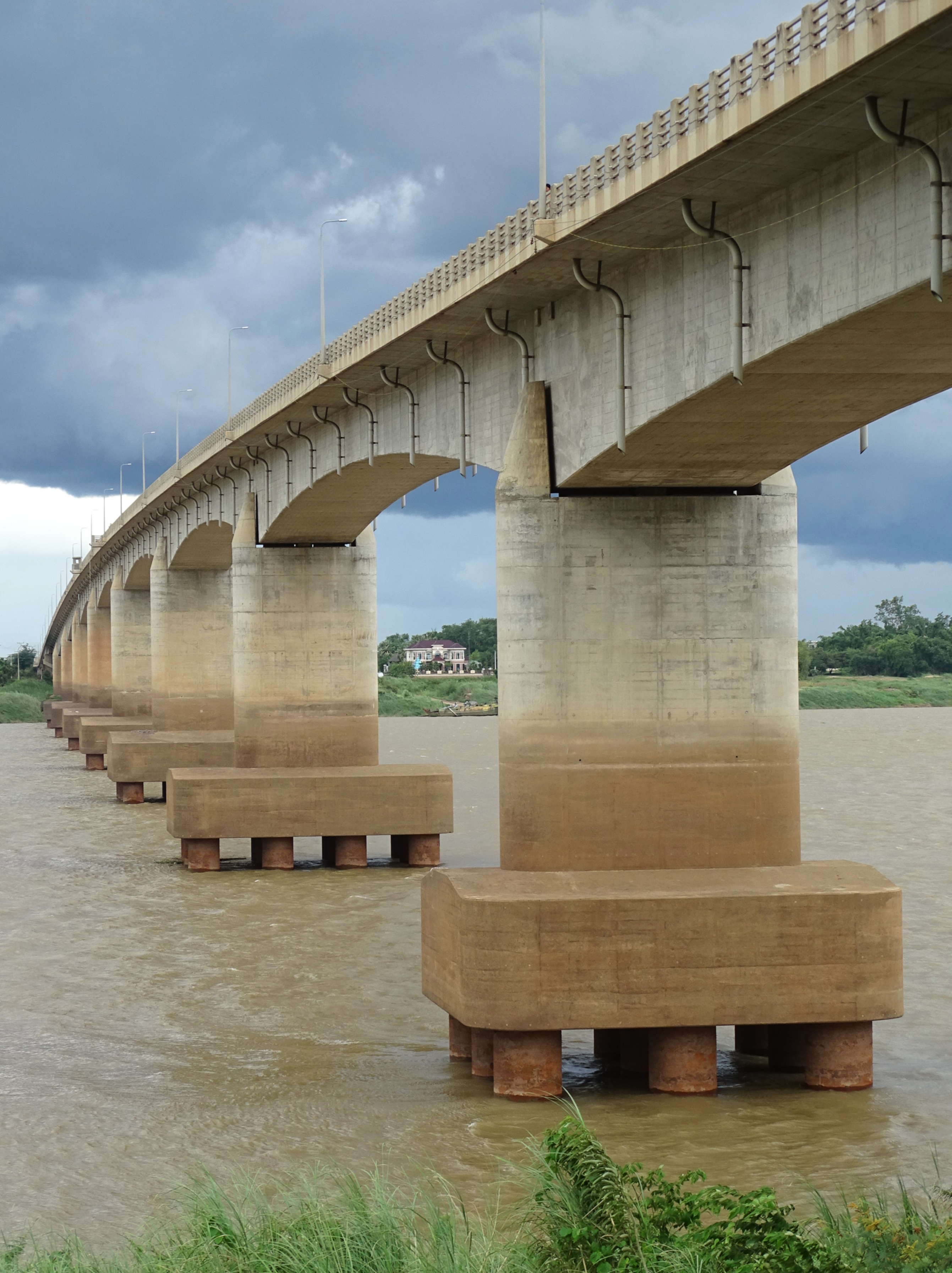
きずな橋

日本の援助で、1963年にプノンペンにカンボジア日本友好橋が作られた。2001年にはメコン川にきずな橋、2015年にはつばさ橋が作られた。2014年に発行された500リエル札には、きずな橋とつばさ橋が日章旗と共に描かれている。

## 外交使節

### 在日カンボジア大使館
- 住所：東京都港区赤坂八丁目6-9
- アクセス：東京メトロ銀座線・半蔵門線/都営地下鉄大江戸線青山一丁目駅4番出口

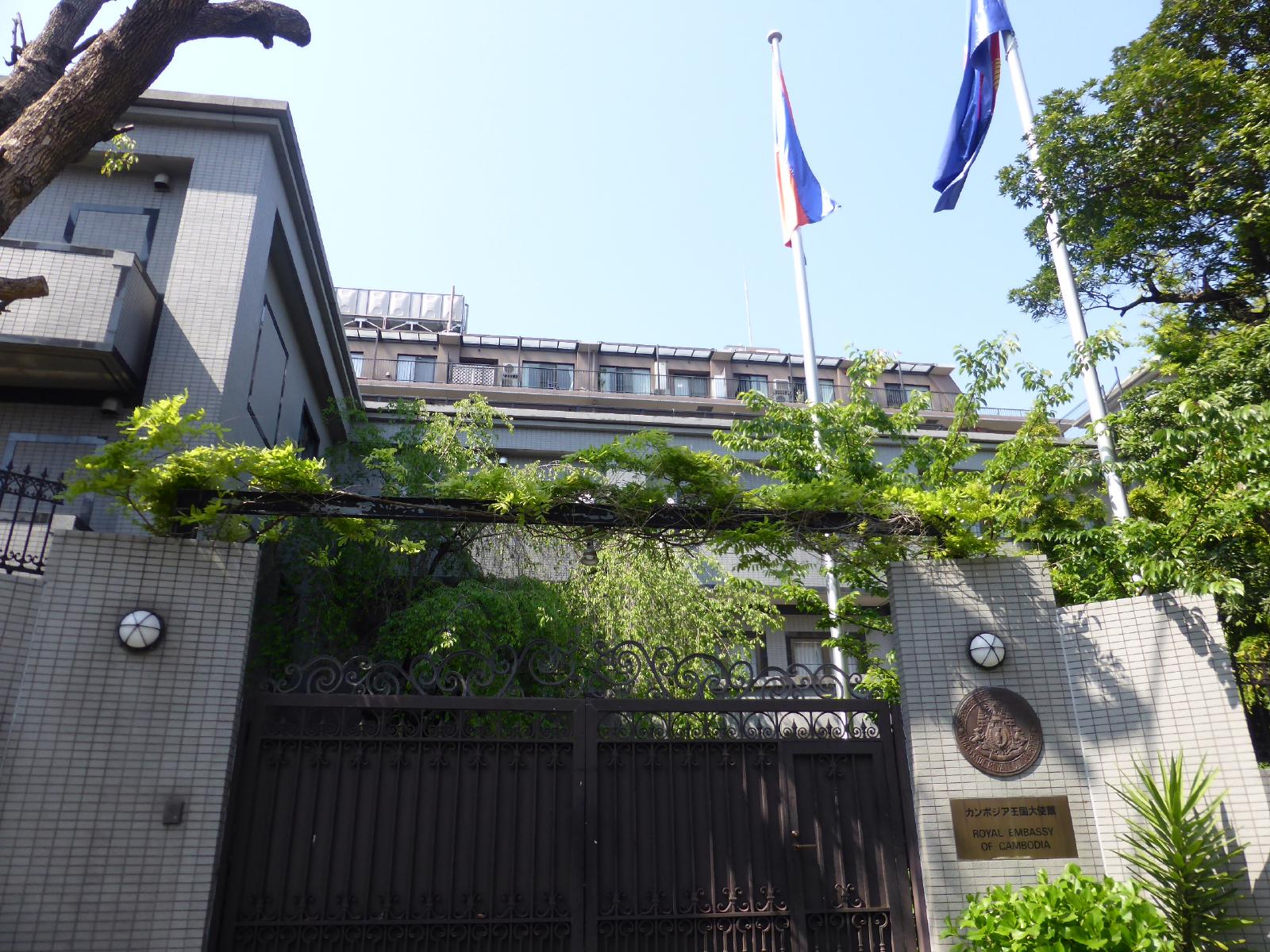
カンボジア大使館正面玄関
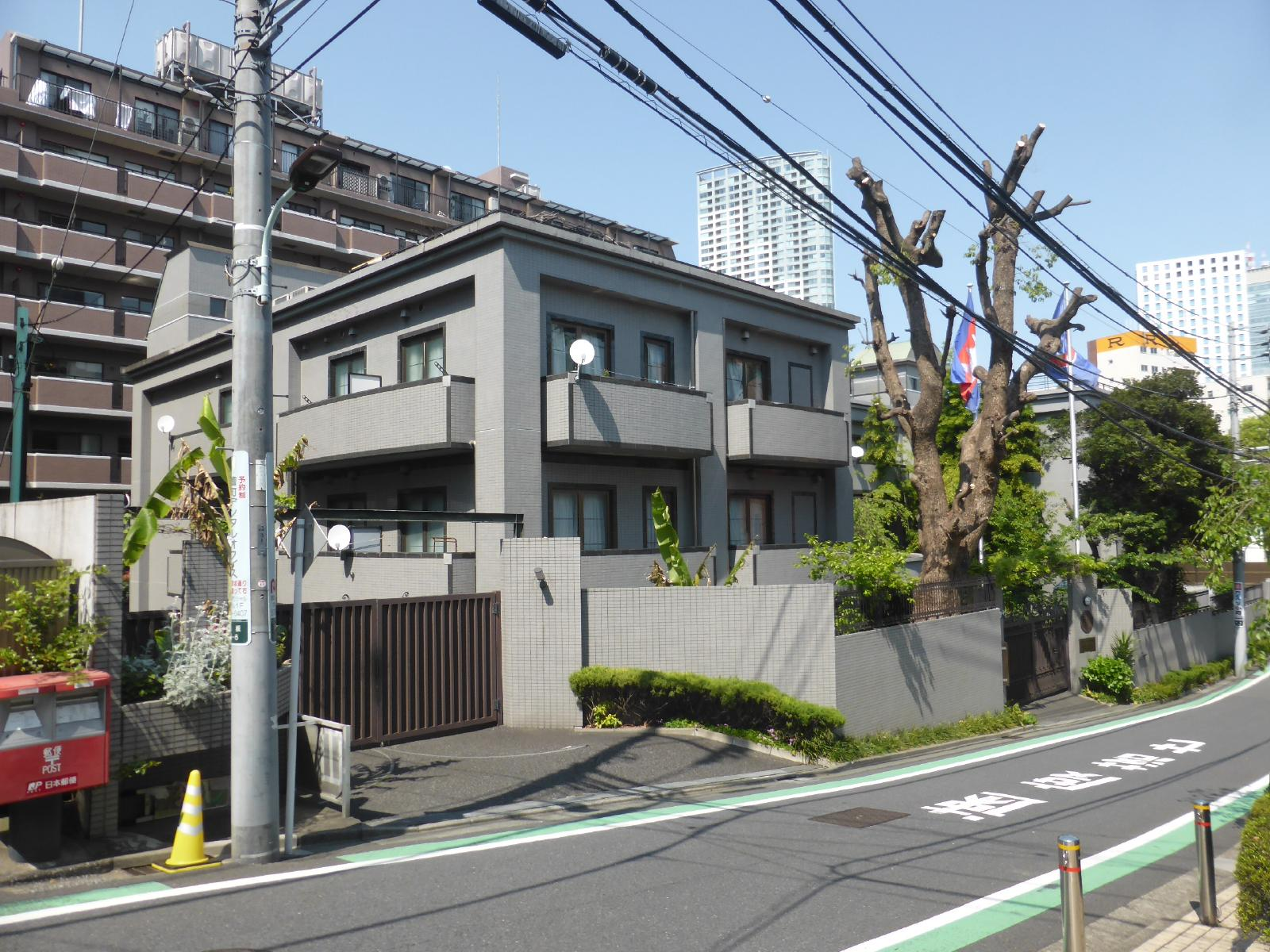
カンボジア大使館全景
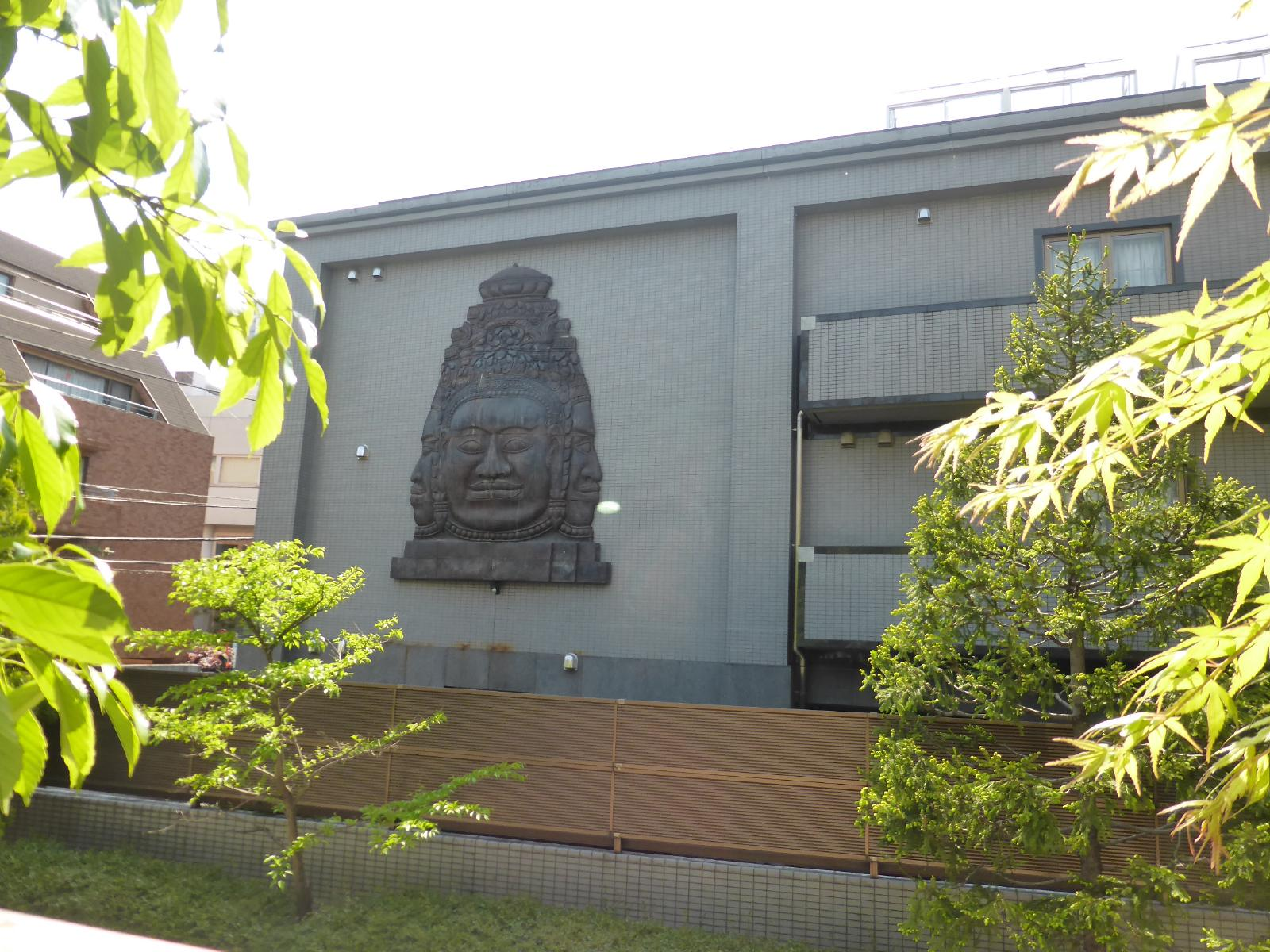
カンボジア大使館側面にあるレリーフ
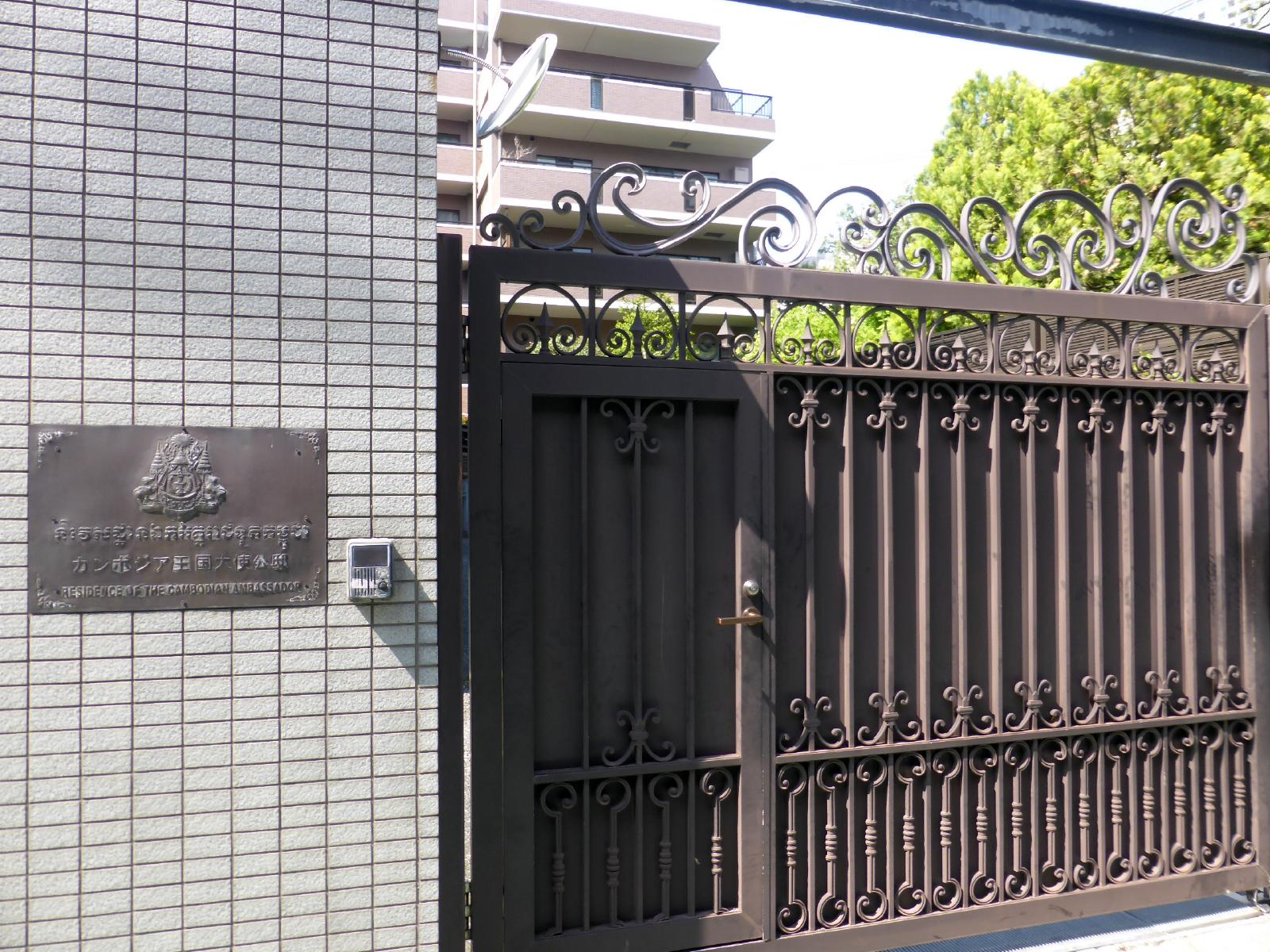
カンボジア大使公邸は大使館敷地内隣

### 在日カンボジア大使・公使

#### 在日カンボジア王国公使
1. ノロドム・カントール（クメール語版、英語版）（カントール・ノロドム、王族、1954～1955年）[25]
  - （臨時代理公使）コン・R・L・ウォンサニット（1955年）[25]

#### 在日カンボジア王国大使
- （臨時代理大使）コン・R・L・ウォンサニット（臨時代理公使より昇格、1955年）

1. ニエク・トゥロン（クメール語版、英語版）[26]（ニイエク・トウーロン[27]、閣僚経験者、1955～1957年、信任状捧呈は5月11日[28]）[25]
  - （臨時代理大使）ソー・トゥン・ルン（1957年）[25]
  - （臨時代理大使）オン・チャン・ゴン（1957～1958年）[25]
2. シム・ヴァル（英語版）（首相経験者、1958～1964年、信任状捧呈は10月15日[25]）
  - （臨時代理大使）イン・ジュデット（1964年）[25]
  - （臨時代理大使）イアット・ブートゥン（1964年）[25]
  - （臨時代理大使）チア・ブーン・ルン（1964年）[25]
  - （臨時代理大使）イアット・ブートゥン（1964年）[25]
3. クン・ウイック（ジャカルタ常駐、1964～1970年）[25]
  - （臨時代理大使）イアット・ブートゥン（東京常駐、1964～1970年）[25]

#### 在日クメール共和国大使
1. シム・ヴァル（英語版）（再任、1970～1974年、信任状捧呈は10月20日[29][25]、1974年3月に日本を出国してフランスへ亡命した）[25]
2. クン・ウイック（再任、1974～1975年4月17日まで、信任状捧呈は7月19日[30]）

※民主カンプチア（ポル・ポト政権）から日本への駐箚なし

#### ソン・サン派駐日代表
- メアス・チャン・リープ（1990年頃）[31]

#### 在日カンボジア王国大使
1. トゥロン・メアリー（1994～1999年、信任状捧呈は12月26日[32]）
2. イン・キエト（イン・キエット、1999～2005年、信任状捧呈は6月24日[33]）
3. プー・ソティレアッ（英語版）（2005～2009年、信任状捧呈は4月11日[34]）
4. ハオ・モニラット（2009～2015年、信任状捧呈は2月23日[35]）[36]
  - （臨時代理大使）チャウ・ソティラ（2015年）
5. チア・キムター（2015～2018年、信任状捧呈は9月3日[37]）
  - （臨時代理大使）スイ・テック（2018年）
6. ウン・ラチャナ（2018～2021年、信任状捧呈は10月18日[38]）
  - （臨時代理大使）サオ・コラディン（2021～2022年）
7. トゥイ・リー（2022年～、信任状捧呈は3月10日[39]）